# 帕特诺-比希反应
Paternò–Büchi反应（Paternò–Büchi），以意大利化学家 Emanuele Paternò 与瑞士裔美国化学家 George Hermann Büchi 的名字命名。
羰基化合物与烯烃加成为噁丁环体系的光化学反应。
反应综述：

激发态羰基化合物与基态烯烃发生加成，生成噁丁环。

此反应最近用于天然产物的合成。反应有区域选择性和非对映选择性。